# SNCASO SO-M1
Lo SNCASO SO-M1 era un aliante sperimentale, costruito sul finire degli anni quaranta dall'azienda francese Société nationale des constructions aéronautiques du sud-ouest per realizzare esperienze e raccogliere dati finalizzati alla realizzazione del bombardiere strategico SNCASO SO-4000, del quale rappresentava sostanzialmente una copia in scala 1:2.

## Storia

### Sviluppo
Il processo di sviluppo che avrebbe dovuto condurre alla realizzazione del bombardiere SNCASO SO-4000 prevedeva, prima della realizzazione del prototipo, la costruzione di due velivoli in scala ridotta (in francese maquettes), al fine di raccogliere dati ed esperienze pratiche di volo: il primo (identificato come Maquette 1, da cui SNCASO SO-M1) era un velivolo senza motore destinato ad eseguire prove di volo planando dopo essersi sganciato da un velivolo madre sul dorso del quale raggiungeva la quota utile per il lancio; il secondo (SNCASO SO-M2), sostanzialmente identico al primo, era al contrario un velivolo sperimentale dotato di un proprio apparato propulsivo, costituito da un singolo turbogetto.
Lo SNCASO SO-M1 venne realizzato in due esemplari, di cui uno esclusivamente impiegato per le prove nella galleria del vento.
Il primo volo dello SNCASO SO-M1 venne effettuato il 28 settembre 1949 dal pilota collaudatore Jacques Guignard, cinque mesi dopo il primo volo del SO-M2. In questa prima occasione il volo libero ebbe inizio alla quota di 4 000 m, raggiunta volando agganciato ad una struttura tubolare attrezzata sul dorso di un quadrimotore SNCASE SE-161 Languedoc.
Voli successivi vennero effettuati da quote di rilascio sempre più elevate, raggiunte anche grazie all'impiego, in sostituzione del Languedoc, di un Heinkel He 274: si trattava di uno dei due soli esemplari costruiti di questo bombardiere, realizzato dalla Société Anonyme des Usines Farman durante l'occupazione tedesca. Il raggiungimento della quota di sgancio richiedeva all'incirca due ore di volo.
Complessivamente il SO-M1 arrivò a totalizzare dieci voli liberi per un tempo di poco inferiore alle due ore, arrivando a superare i 600 km/h. Malgrado il riscontro di alcuni problemi di rollio e di rigidità dei comandi alle velocità più elevate, il comportamento in volo del SO-M1 risultò soddisfacente.
Al termine del programma di voli planati fu ipotizzata anche l'installazione di un motore a razzo Walter HWK 109-509 (il medesimo impiegato sui Messerschmitt Me 163), ma l'idea non ebbe seguito.

### Descrizione tecnica
Lo SNCASO SO-M1 era un monoplano ad ala media dalla struttura interamente metallica; la fusoliera era caratterizzata dalla sezione ovale, e l'ala aveva una freccia di 34°; il carrello d'atterraggio era di tipo triciclo anteriore.
Come detto, si trattava di un velivolo sperimentale privo di propulsione: si trattava dunque di un aliante, destinato a svolgere esclusivamente voli planati al fine di raccogliere dati ed esperienze relative alle soluzioni tecniche impiegate, al fine di riversarle nel processo realizzativo dello SNCASO SO-4000.